# Ständehaus (Vaduz)
Ständehaus – nieistniejący już budynek w Vaduz, stolicy Liechtensteinu. Istniał w latach 1867–1970. W latach 1868–1905 pełnił rolę siedziby Landtagu.

## Historia
Na mocy konstytucji z 1818 roku w Liechtensteinie powołano do życia parlament, tzw. Ständelandtag (prekursor późniejszego Landtagu). Obradował on w latach 1819–1847 i 1857–1862, a jego siedzibą był budynek zwany Landvogtei, później znany jako Verweserhaus. Dziś jest on jednym z budynków Muzeum Państwowego, mieści się tuż obok obecnej siedziby parlamentu. Po reformie w 1862 roku nowy Landtag obradował w latach 1862–1867 w Gasthaus „Kirchthaler” (obecnie Vaduzer Hof).
W latach 1866–1867 wybudowano nową siedzibę Landtagu, tzw. Ständehaus. Była to pierwsza własna siedziba parlamentu Liechtensteinu. Budynek powstał w stylu klasycystycznym i posiadał dwa piętra. Obrady Landtagu rozpoczęły się w nim w 1868 roku.
W latach 1903–1905 w niedużej odległości od dotychczasowej siedziby Landtagu powstał budynek Rządu. W 1905 roku przeniesiono tam obrady parlamentu. Obiekt ten pełnił rolę siedziby obrad parlamentu aż do otwarcia obecnej siedziby Landtagu w 2008 roku.
Po wyprowadzce parlamentu w 1905 roku Ständehaus służył głównie celom szkolnictwa. Od 1911 roku działała w nim Landesschule, a od 1952 roku Realschule Vaduz. W 1961 roku na pierwszym piętrze budynku urządzono prowizoryczną siedzibę Biblioteki Państwowej. W 1970 roku obiekt, wraz z sąsiadującym z nim budynkiem mieszkalnym dla nauczycieli, został wyburzony. W jego miejscu planowano wybudować muzeum sztuki, ale plany te nie doczekały się realizacji. Obecnie w tym miejscu znajduje się centrum informacji turystycznej, tzw. Liechtenstein Center.
Budynek dawnego parlamentu był kiedyś uważany za centralny punkt w kraju. Odnosiły się do niego różne pomiary odległościowe. Odpowiednią adnotację, wskazującą „punkt 0”, wyryto na progu budynku. Obecnie o dawnym punkcie odniesienia pomiarowego przypomina tablica informacyjna wraz z repliką progu, znajdująca się przed budynkiem centrum informacji turystycznej.